# Verjamem
Verjamem (перевод со словен. — «Я верю») — песня, с которой 24 мая 2012 года Ева Бото представила Словению на Международном конкурсе песни «Евровидение 2012» в Баку, Азербайджан, и не прошла в финал конкурса.

## История
12 января 2012 RTV Slovenija объявила о приёме оригинальных музыкальных произведений для участия в национальном отборе песни на конкурс песни «Евровидение 2012». 16 февраля 2012 года было объявлено, что из 52 поступивших заявок выбрано 6 композиций, которые будут исполнены в финале «EMA 2012». 17 февраля на местном радио состоялась презентация конкурсных песен: трёх — в исполнении сестёр Прусник и трёх — в исполнении Евы Бото, среди которых была «Verjamem» («Я верю»). Словенский текст для этой песни сочинил Игорь Пиркович, а музыку сербский композитор — Владимир Граич, автор известной песни «Molitva», которая принесла победу Марии Шерифович в конкурсе песни «Евровидение 2007».

## EMA 2012
26 февраля в Любляне состоялся финал национального отбора «EMA 2012». По результатам совмещённого голосования жюри и телезрителей песня «Verjamem», исполненная Евой Бото набрала более чем в 2 раза больше голосов, чем песня «Konichiwa» сестёр Прусник.
| Номер | Исполнитель        | Песня     | Автор(ы)                                       | Голоса телезрителей | Место |
| ----- | ------------------ | --------- | ---------------------------------------------- | ------------------- | ----- |
| 1     | Ева Бото           | Verjamem  | Владимир Граич, Игорь Пиркович                 | 28385               | 1     |
| 2     | Nika & Eva Prusnik | Konichiwa | Bilbi, Gregor Stermecki, Teodor Amanović — Toš | 12884               | 2     |

## Евровидение 2012
Песня «Verjamem» была исполнена во втором полуфинале конкурса «Евровидение 2012», который состоялся 24 мая.